# Medalla Darwin-Wallace
La Medalla Darwin-Wallace és un guardó que la Societat Linneana de Londres atorga cada cinquanta anys, començant en el 1908. En aquest any se celebrà el mig segle de la presentació conjunta a la Societat Linneana de Londres de dos articles de Charles Darwin i Alfred Russel Wallace: On the Tendency of Species to form Varieties; and on the Perpetuation of Varieties and Species by Natural Means of Selection (que aplegava Extract from an unpublished Work on Species de Darwin i On The Tendency of Varieties to Depart Indefinitely from the Original Type de Wallace) l'1 de juliol del 1858. La medalla es concedeix per "avenços importants en biologia evolutiva". El 2008, la Societat Linneana anuncià que es proposava atorgar anualment la distinció a partir del 2010.

## Medallistes

### 1908
El primer destinatari va ser Alfred R. Wallace a qui s'atorgà una medalla d'or. Sis medalles de plata distingiren altres científics:
- Alfred Russel Wallace (1823-1913)
- Joseph Dalton Hooker (1817-1911)
- Francis Galton (1822-1911)
- Ernst Haeckel (1834-1919)
- Edwin Ray Lankester (1847-1929)
- Eduard Adolf Strasburger (1844-1912)
- August Weismann (1834-1914)

### 1958
Es donaren 20 medalles de plata:
- Edgar Shannon Anderson (1897-1969)
- Maurice Caullery (1868-1958)
- Ronald Aylmer Fisher (1890-1962)
- Carl Rudolf Florin (1894-1965)
- John Burdon Sanderson Haldane (1892-1964)
- Roger Heim (1900-1979)
- John Hutchinson (1884-1972)
- Julian Huxley (1887-1975)
- Ernst Mayr (1904-2005)
- Hermann Joseph Muller (1890-1967)
- Evgueni Pavlovski (1884-1965)
- Bernhard Rensch (1900-1990)
- George Gaylord Simpson (1902-1984)
- Carl Johan Fredrik Skottsberg (1880-1963)
- Erik Stensiö (1891-1984)
- Hugh Hamshaw Thomas (1885-1962)
- Göte Wilhelm Turesson (1892-1970)
- Victor Van Straelen (1889-1964)
- David Meredith Seares Watson (1886-1973)
- John Christopher Willis (1868-1958) (pòstuma)

### 2008
13 medalles de plata, 2 de pòstumes:
- Nick Barton (1955)
- M.W. Chase (1951)
- Bryan Clarke (1932)[2]
- Joseph Felsenstein (1942)
- Stephen Jay Gould (1941-2002) (pòstuma)
- Peter Raymond Grant (1936)
- Barbara Rosemary Grant (1936)
- James Mallet (1955)
- Lynn Margulis (1938)
- John Maynard Smith (1920-2004) (pòstuma)
- Mohamed A.F. Noor[3]
- H. Allen Orr[4]
- Linda Partridge (1950)